# Кондратьєв Дмитро Іванович
Кондратьєв Дмитро Іванович — сумський полковник.

## Біографія
Народився в родині Кондратьєвих, в сім'ї полковника. Про його життя мало що відомо, тільки те що він був третім сином Івана Андрійович Кондратьєва.
Був наказним полковником в 1708 році. Став полковником в 1731 чи в 1737. Правив до смерті до 1743.